# Teodoro Ghisi

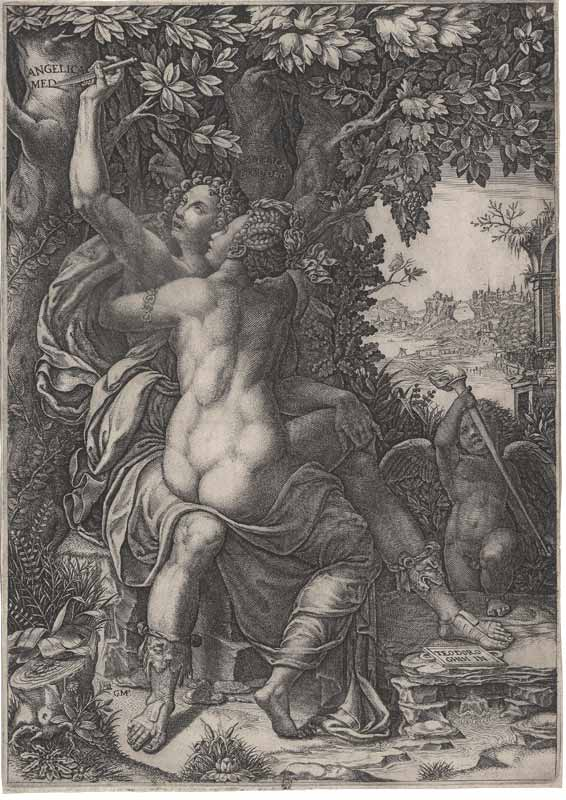
Angelica e Medoro, incisione di Giorgio Ghisi, su un disegno del fratello Teodoro Ghisi

Teodoro Ghisi, noto anche come Teodoro Ghigi o Teodoro Mantuano, (Mantova, 1536 – Mantova, 1601), è stato un pittore italiano, appartenuto alla corrente manierista del rinascimento.

## Biografia
Figlio di Ludovico Ghisi, mercante originario di Parma trapiantatosi a Mantova e fratello di Giorgio, Teodoro Ghisi fu il discepolo più talentuoso di Giulio Romano. Dopo la morte del maestro, il duca di Mantova Francesco III Gonzaga decise di affidargli il compimento delle opere lasciate incomplete dal Romano.
Nel 1570, realizzò dei disegni di Venere e Adone e Angelica e Medoro, che divennero delle incisioni per opera del fratello Giorgio Ghisi.
Dal 1587 al 1590, operò come pittore alla corte di Guglielmo Gonzaga, cognato di Carlo II d'Austria (1564-1590). A Seckau e a Graz dipinse il Symbolum apostolorum con la Creazione di Eva.
Nel 1589 l'arciduca gli attribuì una pensione a vita, ma egli tornò a Mantova nel 1590 dove, assieme a Ippolito Andreasi, decorò la cupola della cattedrale di San Pietro con affreschi sui precetti della Controriforma. Gli animali simbolizzanti gli evangelisti testimoniano l'interesse che Teodoro aveva per gli lo studio dal vero del bestiame.

## Opere
- Crocifissione tra i santi Longino e Maddalena, sala del Crogiolo, Palazzo Ducale, Mantova;
- Venere ed Adone (1570);
- Angelica e Medoro (1570);
- Decorazione della Galleria dei Mesi (1579-1581), Palazzo Ducale, Mantova;
- Madonna col bambino in gloria d'Angeli ed i santi Lorenzo e Nicola da Tolentino (1574), palazzo vescovile di Carpi
- Visitazione (1579), Cattedrale di Carpi;
- Decorazione del  Palazzo di Goito (1586-1587);
- Adorazione dei pastori, Pavia, Musei Civici[3].
- Symbolum apostolorum, tavola (1588), Galerie  Alte, Graz, Austria;
- De animantium naturis, Biblioteca Apostolica Vaticana, Roma;
- Gloria del Paradiso, affresco (con Ippolito Andreasi), cupola, Cattedrale di San Pietro, Mantova;
- Salvator Mundi, Chiesa di San Barnaba, Mantova;
- Santa Maria Maddalena penitente, Chiesa di San Martino, Mantova;
- Incoronazione della Vergine e quattro santi, Chiesa del Nome di Dio, Pesaro.
- Battesimo di Cristo, Basilica Palatina di Santa Barbara, Mantova (1572)